# MinDeaD BlooD 〜支配者の為の狂死曲〜
『MinDeaD BlooD 〜支配者の為の狂死曲〜』（マインデッド・ブラッド しはいしゃのためのきょうしきょく）はBlack Cycより2004年6月11日にCD-ROMソフトとして発売されたアダルトゲーム。略称は『マイブラ』。ジャンルは吸血感染アドベンチャー。

## 概要
海上に建設された人工都市『千砂倉』を舞台に、吸血鬼となった主人公七瀬しずるを廻る物語で、エログロ描写の多さと攻略難易度の高さでも知られている。
2004年10月8日にはファンディスクである『MinDeaD BlooD 〜麻由と麻奈の輸血箱〜』が、2006年7月21日には男性キャラクターのボイスを追加した『MinDeaD BlooD 〜支配者の為の狂死曲〜 DVD Special Edition』が、2007年10月25日にはDVDPG版が、2009年9月25日にはDVD Special EditionのVista対応版が、2010年9月24日にはWindows 7対応、新規CGとエンディング、主題歌を追加し、麻由と麻奈の輸血箱をセットにした『MinDeaD BlooD Complete Edition』が発売されている。

## ゲームシステム
プレイヤーは七瀬しずる、姉妹(園原麻由と園原麻菜)の2ユニットを各エリアに配置する。
2ユニットはそれぞれ異なるエリアに振り分けられるが、同じエリアに置くことで発生する特殊イベントも存在する。
条件が揃えばそのエリアの吸血対象者に吸血することができる。
吸血するとそのキャラクターの服従度が上昇する。
服従度がMaxになると、多くの場合はそのエリアに吸血鬼ハンターが攻めてくる。
このときしずるをそのエリアに向かわせるとハンターとの戦闘イベントが発生し、ハンターを退却させられればそのエリアは陥落となる。
なおしずるが負けた場合はDeadEnd(ゲームオーバー)となる。
またしずるを向かわせなかった場合はそのエリアは廃墟となる。
これとは別に、エリアに発生する吸血鬼群集が他のエリアに進行する感染イベントが起こる。
このときエリアの占領に成功されてしまうと無法の状態となり、そのエリアの吸血対象者に吸血できなくなる。
こうしてある日数以内に吸血対象者がいる全エリアが陥落、廃墟、無法のいずれかとなるとエンディングを迎えるが、これらとは異なるルートによるエンディングも存在する。

## あらすじ
主人公・七瀬しずるは、人工都市・千砂倉にある佐伯邸の地下で目を覚ました。
しずるは双子の姉妹・麻由と麻奈によって血を吸われて吸血鬼となり、彼女たちやその犠牲者たちとともに享楽的な日々を送っていた。
ある日、千砂倉に吸血鬼ハンター・榊悠香が現れる。

## 登場人物
声はDVD Editionのスタッフロールのものを記載。
七瀬 しずる（ななせ しずる）
声：J・ベロア
本作の主人公。
『佐伯邸』の地下でミイラとなっていたが、麻由と麻奈により目覚めさせられた。二人に血を吸われる形で吸血鬼となったが、自らの意思は保たれており、下僕とは異なる形で行動している。
自分の名前以外は人間だった頃の記憶を失っている。行動的だが、口が悪い。
愛煙家でチョコレートが好物。
園原 麻由（そのはら まゆ）
声：木村あやか
『佐伯邸』に住む双子の姉妹の姉。吸血鬼であることを自覚している。
明るい性格だが他人には残虐。流血沙汰も厭わないが、心根は常に妹のことを気にかける。
ある理由により佐伯ありさを虐めている。
園原 麻奈（そのはら まな）
声：須本綾奈
『佐伯邸』に住む双子の姉妹の妹。吸血鬼であることを自覚している。
性格は穏やかで感情的になることは少ない。麻由の後ろに隠れて行動するなどおろおろしているが、内心は冷酷。
しずるに惹かれており、麻由からは一目惚れではないかと思われている。
榊 悠香（さかき ゆうか）
声：みすみ
吸血鬼ハンターの少女。
幼い頃に吸血鬼に家族を殺され、その際に助けて貰った吸血鬼ハンターの古橋繁俊の養女となり、彼の武器を受け継いでいる。
月の周期によって性衝動に襲われる時がある。
片桐 沙希（かたぎり さき）
声：細田なな
しずるの過去を知る女性ハンター。
東 幸二（あずま こうじ）
声：梅小路ピンポン
『聖ユリアン女学園』の男性教師で、女子生徒に人気がある。
一ノ瀬 まりか（いちのせ まりか）
声：Yuki-Lin
『聖ユリアン女学園』の学生会長を務める女子生徒。甘えたような話し方と世話焼きぶりから、うっとおしがられている。授業を抜け出しがちな今日子を連れ戻そうとしているが、まりか自身が今日子に気があることに気付いていない。
葛西 今日子（かさい きょうこ）
声：相模真
『聖ユリアン女学園』の女学生である帰国子女。よく授業を抜け出すものの、実際は日本的な人間関係が嫌なだけであり、実際はまじめで勉強もよくできる。孤立しがちではあるものの、その姿勢が一部の不良学生を惹きつけている。
折原 仁美（おりはら ひとみ）
声：風音
『聖ユリアン女学園』の女学生。東に憧れている。
斉藤 那津美（さいとう なつみ）
声：Yuki-Lin
『住宅街』に引っ越してきた女性。結婚して間もないが、夫が不在がちであるため、実質的には一人暮らしに近い生活を送っている。
近所に知られているほどドジな性格をしている。
小泉 涼（こいずみ りょう）
声：須本綾奈
『住宅街』に住んでいる浪人生で、バイト先を探している。
武下 和哉（たけした かずや）
声：月黒斗夜
涼の親友の青年。バンド『ケルベロスガード69』の元メンバーでもあり、脱退後もライブを見に行っている。
琴蕗 江梨衣（ことふき えりい）
声：細田なな
『千砂倉中央通り』にあるライブハウス「PAIN＆KILL」で活躍するバンド『ケルベロスガード69』のボーカリストで、西洋人形のような美貌を誇る。
麻薬とセックスに溺れる退廃的な生活を送っており、正気を疑うような言動が目立つ一方、その本心は淋しがり屋である。
また、初めて聞いたカーカスのデビュー作『腐乱屍臭』に衝撃を受けて現在のバンドの方向性を定めたという裏設定がある。
田上 信吾（たのうえ しんご）
声：如月春男
『千砂倉中央通り』にある警備所に勤務する男。妹がいた。
アナベラ・キートン
声：金田めい
『千砂倉総合病院』で院長を務める女性。とある研究を行っている。
篠原 芳江（しのはら よしえ）
声：風音
『千砂倉総合病院』の看護師の女性。アナベラの研究を知っている。
J・J（ジェイ・ジェイ）
声：マジック
『千砂倉中央通り』にある『SEX DEAMON』という店を経営している男。
実は吸血鬼ハンター協会のエージェントで悠香の武器のメンテナンス等を行っている。
マスター
声：如月春男
バー『Winterhearts』のマスターの老人。とある秘密がある。
佐伯 ありさ（さえき ありさ）
声：金田めい
『佐伯邸』に住むメイドの少女。
全てにあきらめきった態度を取る。
アニマ
声：みすみ
外見が悠香そっくりの謎の美女。
園原 醍醐
声：どてら4号
麻由と麻奈の父親の吸血鬼。『佐伯邸』の主である。
佐伯 正鷹
声：ミサイルγ
ありさの祖父。
DUST
声：梅小路ピンポン
とある場所で会うことが可能な異形の存在。
古橋 繁俊
声：マジック
悠香の養父である吸血鬼ハンター。1年前に殺されている。
カイル・ウィティカー
声：悠輝タクト
沙希と行動を共にする吸血鬼ハンターの青年。
ソラ
声：相模真
沙希と行動を共にする吸血鬼ハンターの少女。
Ghost
声：丈隆志）
沙希と行動を共にする吸血鬼ハンターの男。トランシルヴァニアの亡霊と呼ばれる。
シン
声：長月彰
しずるの過去に関係する人物。

## スタッフ
- 企画・原案：上田メタヲ
- キャラクターデザイン・原画：椎咲雛樹
- シナリオ：和泉万夜

## 開発

### 企画・シナリオ
本作は、『闇の声』の原画家である上田メタヲが初めて企画を務めて作品である。
上田は「『闇の声』でやりたかったことを詰め込んだ結果、『闇の声』とは正反対の内容になった」と公式ホームページ内のインタビューにて振り返っている。
上田は初期シナリオのついたプロットとキャラクターの表をシナリオライターの和泉万夜に渡した後は和泉に任せたと述べており、初期シナリオにあった排他的ともいえる異常性やキャラクターの硬さは、和泉のシナリオによって緩和されたのではないかと振り返っている。
アダルト要素とキャラクターの造形を両立させたいという上田の方針から、シナリオの序盤はキャラクターの造形を見せる場面が多く取られ、結果としてシナリオの量が大きくなってしまった。また、ヒロインたちの人物像からさらに物語が作られたことによってメインルートのシナリオの量が上田の予想よりも大きくなってしまったことも、シナリオ全体の量が増えた一因であると上田は振り返っている。
シナリオを手掛けた和泉万夜は、公式ホームページ内のインタビューの中で、シーンによるキャラクターのギャップを意識してシナリオを執筆したと振り返っている。
たとえば麻由は明るく短絡的で無鉄砲な性格として設定されているが、シーンによっては普段の明るさを消して邪悪で残酷な面が強められており、同様に麻奈や悠香も二面性を意識したシナリオ執筆が行われた。
本作は従来のアダルトゲームの5倍のボイス数だが、それでも制限いっぱいだったため、シーンのカットやボイスの削減が行われた。
麻由の台詞も初期シナリオから減らされたものの、CD-ROMで発売されたバージョンでは、彼女のセリフが全体の2割を占めていた。
本作は戦闘シーンにもエフェクトがつけられており、上田は搭載した理由について「搭載しているゲームエンジンではエフェクトを出すことが可能だったが、活用されることがほとんどなく、もったいないと感じていた」と座談会の中で振り返っている。

### キャラクター設定
キャラクター設定に当たり、上田は悠香を「悲しき業を背負いながらも戦うヒロイン」として設定したいと考えていたため、辛い過去を背負ったキャラクターとして設定された。
今日子はある映画からヒントを得て作られたキャラクターであり、開発期間中はただのスケバンのイメージがぬぐえずに苦労したと上田は振り返っている。
また、バンド『ケルベロスガード69』のボーカリスである江梨衣は、上田の趣味を絡めた詳細な設定が付与された。
初期案の段階から江梨衣は猟奇的な最期を向けることが決まっており、吸血鬼と対等に渡り合えるという設定も初期案から存在していた。
本作の音声収録時、声優たちに十分な量の資料を渡すことができず、ありさ役の金田めいに至っては「姉妹にお仕置きされている顔が逆さになった」原画1枚しか手渡されず、途方に暮れていたと上田メタヲは公式ページの座談会の中で振り返っている。
また、ソラ役の相模真には「ちっちゃくて真面目な女の子」ということだけしか伝えられていなかった。
ソラのキャラクターデザインの時点で音声の収録が終わっていたため、雛樹はどんな声がソラに当てられるのかわからないままイメージだけでデザインした。
その結果、ソラが悠香と同年代であることを想定してシナリオを執筆した和泉は、提出されたソラのデザインがロリキャラだったことに驚かされることとなった。
キャラクターデザインを務めた椎咲は主人公であるしずるをはじめとする男性キャラクターも気に入っており、「従来のアダルトゲームでは、男性キャラクターは目を隠されていたり、かっこよく描くことができなかったため、自分なりにできるだけかっこよく描くようにした」と振り返っている。また、上田は特に思い入れのあったキャラクターとして榊悠香と葛西今日子、琴蕗江梨衣を挙げている。
あるキャラクターが武器として用いるパイルバンカーは、当初より機械的なイメージだったが、戦闘のしやすさを考えた結果、シールドとしての機能を付与するタイプに変更された。

### 麻由と麻奈の輸血箱
ファンディスク『麻由と麻奈の輸血箱』は本編で不足していた要素を補完する作品であると同時に、ブランド初のファンディスクということもあり、お遊び要素も収録された。
本編ではシナリオの量の都合で見送られた麻由および麻奈のルートや、ユーザーからの要望が多く寄せられた「しずるが吸血鬼として生きる」ルートが『麻由と麻奈の輸血箱』に収録された。
また、サブキャラクターをメインとした個別シナリオも用意されており、今日子やありさのようにストーリーが浮かんだという理由でシナリオが用意されたキャラクターがいる一方、ユーザーからの人気にこたえる形でシナリオが用意されたキャラクターもいる。

## テーマソング
いずれも電気式華憐音楽集団の電気による作詞・作曲と華憐による歌唱。
- オープニングテーマソング 『Vampire』
- エンディングテーマソング 『サクラチル』
- DVD Edition 新テーマソング 『櫻舞う』
- Complete Edition新テーマソング　『expiate sin』

- 麻由と麻奈の輸血箱テーマソング 『イノ血ノミズ』

- MinDeaD BlooD Maxi Single収録曲 『Vampire -Head Backing Version-』
- MinDeaD BlooD Maxi Single収録曲 『サクラチル -Unplugged Version-』

## 関連商品
まるごとMinDeaD BlooD
『MinDeaD BlooD 〜麻由と麻奈の輸血箱〜』と同時発売。
『MinDeaD BlooD 〜支配者の為の狂死曲〜』と『MinDeaD BlooD 〜麻由と麻奈の輸血箱〜』のセット。
MinDeaD BlooD 〜支配者の為の狂死曲〜 小説版
2005年3月25日上下巻同時発売。
著:Ｅ・ラマテックス
発売元:株式会社イーグルパブリシング
CYC Side B小冊子
2005年6月17日に発売されたCycブランドの小冊子。
MinDead Blood関連では書き下ろしショートストーリー等がある。
MinDeaD BlooD おまとめセット
『MinDeaD BlooD 〜支配者の為の狂死曲〜 DVD Special Edition』と同時発売。
『MinDeaD BlooD 〜支配者の為の狂死曲〜 DVD Special Edition』と『MinDeaD BlooD 〜麻由と麻奈の輸血箱〜』のセット。
ひなきんBOX 〜初めてなんです黒白（こくはく）するの〜
2008年8月29日に発売。
MinDead Blood関連では以下のものが収録されている。
- 『MinDeaD BlooD 〜支配者の為の狂死曲〜 DVD Special Edition』
- 『MinDeaD BlooD 〜麻由と麻奈の輸血箱〜』
- 『MinDeaD BlooD DVD Special Edition Maxi Single』
- 『MinDeaD BlooD DVD Special Edition マニア本』(※サイズが小さくなっている)
- 『MinDeaD BlooD 〜支配者の為の狂死曲〜素材集』

## 販促品
MinDeaD BlooD お楽しみ素材集CD
『MinDeaD BlooD 〜支配者の為の狂死曲〜』の初回特典CD。
テーマソングやシステムボイスを収録。
MinDeaD BlooD 〜特製輸血パック〜
販促用CD。2004年7月から8月にかけて無料配布された。
『MinDeaD BlooD 〜支配者の為の狂死曲〜』の体験版等を収録した『輸血CD』と、書き下ろしショートストーリー等を収録した『輸血本』のセット。
豪華ジャケット付き「MinDeaD BlooD Maxi Single」
『MinDeaD BlooD 〜支配者の為の狂死曲〜 DVD Special Edition』のオフィシャル通販限定特典。
Maxi SingleにはDVD Edition 新テーマソングの「櫻舞う」の他、オープニング／エンディングテーマのアレンジ版が収録されている。
ジャケットには『MinDeaD BlooD DVD Special Editionマニア本』としてギャラリーや攻略ガイド等が収録されている。

## ショートストーリー
和泉万夜によるMinDeaD Bloodのショートストーリー。
月下の悠香
『MinDeaD BlooD 〜特製輸血パック〜』に収録。
『MinDeaD BlooD 〜麻由と麻奈の輸血箱〜』に再録。
聖なる夜に馳せる夢
『MinDeaD BlooD 〜麻由と麻奈の輸血箱〜』に収録。
穏やかに、そして緩やかに……
『MinDeaD BlooD 〜麻由と麻奈の輸血箱〜』に収録。
ある夏の日の唄
『MinDeaD BlooD 〜麻由と麻奈の輸血箱〜』に収録。
鉄扉
ホームページ上で「MinDeaD BlooD〜麻由と麻奈の輸血箱〜」第二回人気投票のお礼として公開している。
沙希 〜変わらぬ想い、揺らぐ想い〜
『CYC Side B小冊子』に収録。
真 〜Shin〜
ホームページ上で「MinDeaD BlooD発売一周年記念キャンペーン」として公開していた。
『MinDeaD BlooD DVD Special Editionマニア本』に再録。
父娘の団欒
ホームページ上で「MinDeaD BlooD発売一周年記念キャンペーン」として公開していた。
『MinDeaD BlooD DVD Special Editionマニア本』に再録。

## 反響
発売後にはユーザーからアンケートの回答やユーザー登録はがきなどといった形でBlackCycに感想が届いた。
和泉万夜は『麻由と麻奈の輸血箱』の公式ホームページ内のインタビューの中で、「アンケートを見る限り、グロテスク描写に関しては賛否両論だったが、このような描写を肯定する女性ユーザーが多かったのが意外だった」と振り返っている。

### 評価
Leonekoはおたぽるに寄せた記事の中で、本作の主題歌『Vampire』を典型的なメタルソングと評し、初期のX JAPANやSEX MACHINEGUNSが好きな人にお勧めできると述べた。